# Gulbene
Gulbene (en alemany: Schwanenburg) és un poble del nord-est de Letònia situat al municipi de Gulbene. Es troba a 186 km de la capital Riga.

## Història
Els documents històrics esmenten l'acte de la primera divisió de la terra el 1224 entre l'orde dels Germans Livonians de l'Espasa i el bisbe de Riga. Al segle xiv l'arquebisbe de Riga va construir un castell al voltant del qual es va formar una zona poblada. Durant el segle xix es va construir un complex denominat Vecgulbene, els edificis més importants del qual són el Palau Blanc i el Palau Roig, tots dos palaus van ser destruïts i reconstruïts diverses vegades. Des de 1924 l'escola primària de la ciutat està situada en el Palau Roig.
Després de la construcció de la via estreta de ferrocarril en 1903 i la posterior construcció de la línia de via ampla durant la Primera Guerra Mundial, Vecgulbene es va establir com un important nus ferroviari. El 1920 se li va donar el dret de poble i el 1928 va guanyar l'estatus de ciutat passant a denominar-se Gulbene.

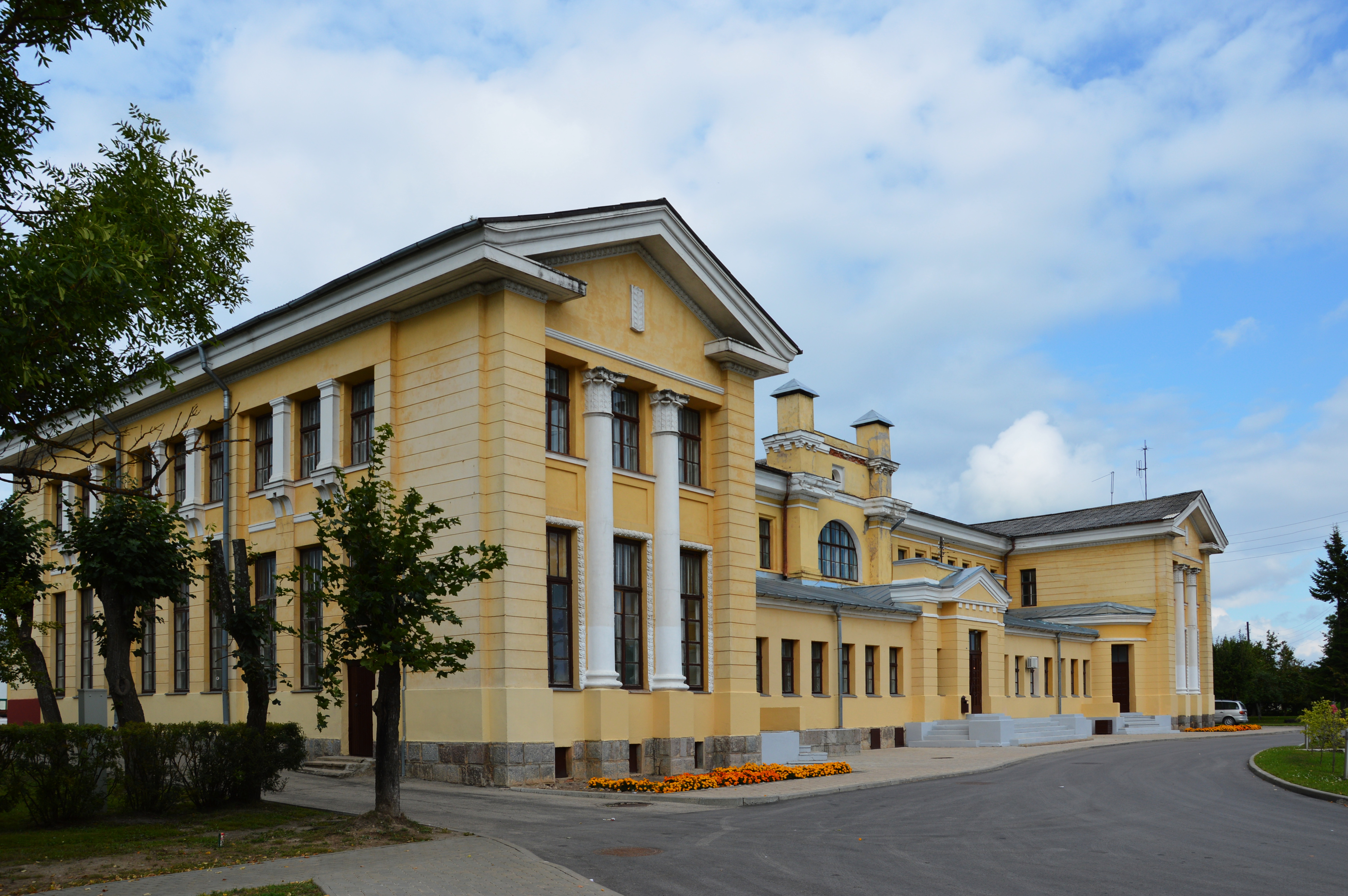
Edifici de l'estació del ferrocarril a Gulbene

Durant el primer període de la independència de Letònia, les activitats més importants de la ciutat, a més a més de la generada per l'empresa de ferrocarrils, va consistir en petites empreses, comerços i artesanies. Després de la Segona Guerra Mundial, durant l'ocupació soviètica, Gulbene es va convertir en un districte, i més tard, el 1950, en un centre regional. Als anys 1960 i 1970 diverses filials de diverses empreses industrials importants es van establir en la ciutat. L'empreses locals van ser principalment les involucrades amb el processament de la fusta.
L'edifici arquitectònicament més significatiu en la zona és l'edifici de viatgers en l'estació de tren de Gulbene, construït el 1926 per l'arquitecte Peteris Feders (1868-1936). És un dels edificis d'estació de tren més grans i magnífics a Letònia.

## Ciutats germanades
- Them,  Dinamarca.
- Rietavas,  Lituània.